# W pułapce czasu (serial telewizyjny)
W pułapce czasu – amerykańsko-australijski serial science fiction z 1993 r. W Polsce serial był emitowany na antenie Telewizji Wisła w połowie lat 90. Pilot serialu jest zarazem pełnometrażowym filmem.

## Fabuła
Jest rok 2193, ponad stu przestępców ukrywając się przed prawem, wykorzystując wehikuł czasu o nazwie Trax przenosi się 200 lat w przeszłość. Darien Lambert, policyjny detektyw z roku 2193, został wysłany do roku 1993 z zadaniem ujęcia tak wielu zbiegów jak tylko możliwe.
W wyprawie towarzyszy mu SELMA, zaawansowany komputer wielkości karty kredytowej. Z głównym bohaterem komunikuje się za pomocą głosu oraz z wykorzystaniem holograficznego wizerunku 40 letniej bibliotekarki. Nazwa SELMA pochodzi od angielskiego akronimu (Specified Encapsulated Limitless Memory Archive – wyspecjalizowane, skondensowane, nieograniczone pojemnościowo archiwum). Komputer posiada rozległą wiedzę historyczną na temat przeszłości, czyli czasów w których przebywa Lambert.

## Obsada
- Dale Midkiff – kpt. Darien Lambert (wszystkie 44 odcinki)[1]
- Elizabeth Alexander – SELMA (43)
- Peter Donat – dr Mordecai Sahmbi (9)
- Henry Darrow – Szef (2)
- Henk Johannes – Sepp Dietrich (2)
- Malcolm Cork – p. Stern (3)
- Margo Losey – reporter TV (3)
- Mary-Margaret Humes – Tulsa Giles (2)
- Mia Sara – Elyssa Channing-Knox/Annie Knox (2)
- Steven Grives – Callender (2)
- Tiriel Mora – trener Bob Meyers (2)
- Paul Empson – Jackson Parker (2)
- John Samaha – Raoul (2)
- Brian Vriends – Stacy Galt (20
- Colin Handley – Karl Von Rittersdorf (2)
- Ken Senga – Futaba (2)
- Mark Fairall – Dag Van Meer (2)
- Peter Whittle – Wahlgren (2)
- Brian McDermott – szeryf Earl Bodean (2)
- Lewis Fitz-Gerald – C.L. Burke (2)

## Emisja w innych krajach
- Indie – Doordarshan
- Wielka Brytania – Sci Fi Channel
- Pakistan – PTV
- Sri Lanka – Sirasa TV (wcześniej znana jako MTV)
- Niemcy – Sat.1
- Węgry – RTL Klub
- Izrael – Telad
- Rosja – CTC

## Time Trax w innych mediach

### Gra video
Gra video na konsole SNES oraz Sega Genesis oparta na fabule serialu została wydana w USA przez Malibu Games w kwietniu 1994 r.